# Conescharellina longirostris
Conescharellina longirostris är en mossdjursart som beskrevs av Silén 1947. Conescharellina longirostris ingår i släktet Conescharellina och familjen Biporidae. Inga underarter finns listade i Catalogue of Life.